# Théorème de Hessenberg (géométrie)
En théorie des ensembles le théorème de Hessenberg désigne parfois l'énoncé que le carré d'un aleph est égal à lui-même, ou (avec axiome du choix) le même énoncé pour un cardinal infini.
En mathématiques, dans une approche axiomatique de la géométrie projective ou de la géométrie affine, le théorème de Hessenberg montre que le théorème de Desargues se déduit du théorème de Pappus, pris comme axiome en plus des axiomes d'incidence. Ce théorème a été démontré par Gerhard Hessenberg en 1905.

## Énoncé (dans le cas projectif)
Ce théorème énonce qu'un plan projectif de Pappus est arguésien. De façon plus détaillée :
Théorème de Hessenberg. — Dans un plan projectif satisfaisant les axiomes d'incidence et la propriété de Pappus, la propriété de Desargues est vérifiée, à savoir que, étant donnés deux triangles ABC et A'B'C', si (AA'), (BB') et (CC') sont concourantes alors les 3 points d'intersection des côtés homologues des triangles, soit (AB) ∩ (A'B'), (AC) ∩ (A'C') et (BC) ∩ (BC'), sont alignés.

Théorème de Desargues : si les deux triangles (non plats) ABC et A'B'C' ont leurs sommets sur 3 droites distinctes (AA'), (BB') et (CC') concourantes en S, alors les points P = (BC) ∩ (B'C'), Q = (AC) ∩ (A'C') et R = (AB) ∩ (A'B') sont alignés.

## Démonstration
Pour le démontrer, il suffit de considérer quelques points d'intersection supplémentaires et d'employer (à trois reprises) l'axiome de Pappus.
Les deux triangles ABC et A'B'C' sont en perspective depuis le point S, et leurs côtés homologues s'intersectent en  
P = (BC) ∩ (B'C'),  Q = (AC) ∩ (A'C') et R = (AB) ∩ (A'B')
et on veut montrer que ces 3 points sont alignés.
1. Soit le point D = (AC) ∩ (B'C'). La propriété de Pappus pour les deux triplets de points alignés (S,B',B) et (A,C,D) donne, en posant E = (SD) ∩ (AB) et F = (SC) ∩ (B'A), que P (= (B'D) ∩ (CB)), F et E sont alignés.
2. La propriété de Pappus pour les deux triplets de points alignés (S,A,A') et (B',C',D) donne, en posant G = (SD) ∩ (B'A'), que Q (= (AD) ∩ (C'A')), G et F (= (SC') ∩ (B'A)) sont alignés.
3. La propriété de Pappus pour les deux triplets de points alignés (A,B',F) et (G,E,D) donne que P (sur (EF) d'après 1), Q (sur (GF) d'après 2), et R  sont alignés, ce qui est le résultat cherché.